# Alfons Coomans
Alfons Coomans (Koersel, 5 februari 1922 - Hasselt, 14 juni 2009) was een Belgische politicus uit Koersel (Beringen), actief voor de CVP in de lokale politiek tijdens de jaren 1970 en 1980. Hij was de eerste burgemeester van de fusiegemeente Beringen.

## Politieke loopbaan
Coomans begon zijn politieke carrière in Koersel, waar hij actief was als eerste schepen. In het laatste jaar voor de gemeentefusie van 1976 volgde hij Frans Leyssens op als burgemeester. Tijdens zijn ambtstermijn in Koersel was hij betrokken bij de realisatie van belangrijke projecten, zoals het recreatiegebied ’t Fonteintje, de bouw van een sporthal en jeugdlokalen.
Na de fusie van Koersel met Beringen in 1976 werd Coomans lijsttrekker voor de toenmalige CVP (Christelijke Volkspartij). Hoewel zijn partij net geen absolute meerderheid behaalde, vormde hij een coalitie met de SP (Socialistische Partij) en werd hij de eerste burgemeester van het gefuseerde Beringen. Hij stond bekend als een toegankelijke en geliefde burgemeester, die veel inwoners persoonlijk kende en betrokken was bij hun welzijn.
In 1982 verloor de CVP de meerderheid, waarna een coalitie van SP, PVV en VU werd gevormd met René Vanhamel als burgemeester. Coomans bleef nog enkele jaren actief als gemeenteraadslid, maar trok zich in 1988 volledig terug uit de politiek.

## Persoonlijk leven
Naast zijn politieke activiteiten was Coomans werkzaam als bediende in de mijn van Beringen. Hij was ook actief in het verenigingsleven van Koersel, waar hij medestichter, bestuurslid en erelid was van verschillende organisaties.

## Overlijden
Alfons Coomans overleed op 87-jarige leeftijd op 14 juni 2009 in het Virga Jesseziekenhuis in Hasselt. Zijn uitvaart vond plaats in de Sint-Brigidakerk van Koersel.